# Saison WNBA 2005
Navigation
Saison 2004 Saison 2006
La saison WNBA 2005 est la 9e saison de la WNBA. La saison régulière se déroule du 21 mai au 27 août 2005. Les playoffs commencent le 30 août 2005 et se sont terminés le 20 septembre 2005, avec le dernier match des finales WNBA remporté par les Monarchs de Sacramento aux dépens du Sun du Connecticut 3 manches à 1.
Les Monarchs remportent leur premier titre de champion WNBA.

## Faits notables
- Le All-Star Game 2005 se déroule à la Mohegan Sun Arena à Uncasville, Connecticut. Les All-Stars de l'Ouest sur les All-Stars de l'Est 122-99. Sheryl Swoopes est élue MVP.
- Le premier choix de la draft, qui se tient le 16 avril 2005 à Secaucus, New Jersey est Janel McCarville, sélectionnée par le Sting de Charlotte.

## Classement de la saison régulière

### Par conférence
V = victoires, D = défaites, PCT = pourcentage de victoires, GB = retard (en nombre de matchs)
| Équipe                | V  | D  | PCT. | GB |
| --------------------- | -- | -- | ---- | -- |
| Sun du Connecticut    | 26 | 8  | 76,5 | -  |
| Fever de l'Indiana    | 21 | 13 | 61,8 | 5  |
| Liberty de New York   | 18 | 16 | 52,9 | 8  |
| Shock de Détroit      | 16 | 18 | 47,1 | 10 |
| Mystics de Washington | 16 | 18 | 47,1 | 10 |
| Sting de Charlotte    | 6  | 28 | 17,6 | 20 |

| Équipe                      | V  | D  | PCT. | GB |
| --------------------------- | -- | -- | ---- | -- |
| Monarchs de Sacramento      | 25 | 9  | 73,5 | -  |
| Storm de Seattle            | 20 | 14 | 58,8 | 5  |
| Comets de Houston           | 19 | 15 | 55,9 | 6  |
| Sparks de Los Angeles       | 17 | 17 | 50,0 | 8  |
| Mercury de Phoenix          | 16 | 18 | 47,1 | 9  |
| Lynx du Minnesota           | 14 | 20 | 41,2 | 11 |
| Silver Stars de San Antonio | 7  | 27 | 29,2 | 18 |

| Qualifié pour les playoffs |

## Playoffs
|  | Premier tour     | Premier tour           | Premier tour |                        |   | Finales de Conférence  | Finales de Conférence | Finales de Conférence |  |  | Finales WNBA | Finales WNBA       | Finales WNBA |
|  |                  |                        |              |                        |   |                        |                       |                       |  |  |              |                    |              |
|  | 1                | Sun du Connecticut     | 2            |                        |   |                        |                       |                       |  |  |              |                    |              |
|  | 4                | Shock de Détroit       | 0            |                        |   |                        |                       |                       |  |  |              |                    |              |
|  | 4                | Shock de Détroit       | 0            |                        | 1 | Sun du Connecticut     | 2                     |                       |  |  |              |                    |              |
|  | Conférence Est   |                        |              |                        | 1 | Sun du Connecticut     | 2                     |                       |  |  |              |                    |              |
|  |                  |                        | 2            | Fever de l'Indiana     | 0 |                        |                       |                       |  |  |              |                    |              |
|  | 2                | Fever de l'Indiana     | 2            | Fever de l'Indiana     | 0 | 2                      |                       |                       |  |  |              |                    |              |
|  | 2                | Fever de l'Indiana     |              |                        |   | 2                      |                       |                       |  |  |              |                    |              |
|  | 3                | Liberty de New York    | 0            |                        |   |                        |                       |                       |  |  |              |                    |              |
|  |                  |                        |              |                        |   |                        |                       |                       |  |  | E1           | Sun du Connecticut | 1            |
|  |                  |                        | O1           | Monarchs de Sacramento | 3 |                        |                       |                       |  |  |              |                    |              |
|  | 1                | Monarchs de Sacramento | 2            |                        |   |                        |                       |                       |  |  |              |                    |              |
|  | 4                | Sparks de Los Angeles  | 0            |                        |   |                        |                       |                       |  |  |              |                    |              |
|  | 4                | Sparks de Los Angeles  | 0            |                        | 1 | Monarchs de Sacramento | 2                     |                       |  |  |              |                    |              |
|  | Conférence Ouest |                        |              |                        | 1 | Monarchs de Sacramento | 2                     |                       |  |  |              |                    |              |
|  |                  |                        | 3            | Comets de Houston      | 0 |                        |                       |                       |  |  |              |                    |              |
|  | 2                | Storm de Seattle       | 3            | Comets de Houston      | 0 | 1                      |                       |                       |  |  |              |                    |              |
|  | 2                | Storm de Seattle       |              |                        |   | 1                      |                       |                       |  |  |              |                    |              |
|  | 3                | Comets de Houston      | 2            |                        |   |                        |                       |                       |  |  |              |                    |              |

## Leaders de la saison régulière

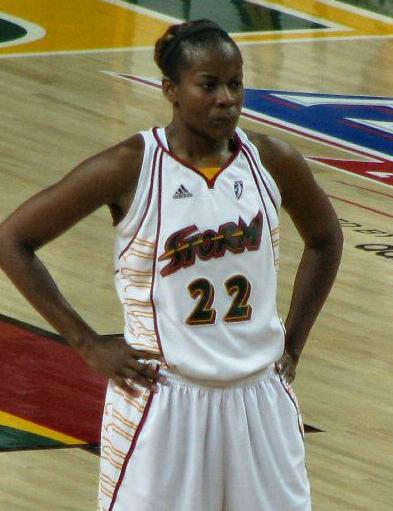
Sheryl Swoopes, meilleure marqueuse et MVP de la saison.

| Catégorie                  | Joueur           | Équipe                | Statistiques |
| -------------------------- | ---------------- | --------------------- | ------------ |
| Points par match           | Sheryl Swoopes   | Comets de Houston     | 18,6         |
| Rebonds par match          | Cheryl Ford      | Shock de Détroit      | 9,8          |
| Passes décisives par match | Sue Bird         | Storm de Seattle      | 5,9          |
| Interceptions par match    | Tamika Catchings | Fever de l'Indiana    | 2,6          |
| Contres par match          | Maria Stepanova  | Mercury de Phoenix    | 2,5          |
| % aux tirs                 | Tamika Raymond   | Lynx du Minnesota     | 55,1 %       |
| % aux lancers francs       | Becky Hammon     | Liberty de New York   | 90,1 %       |
| % à 3 points               | Laurie Koehn     | Mystics de Washington | 46,7 %       |

## Récompenses individuelles

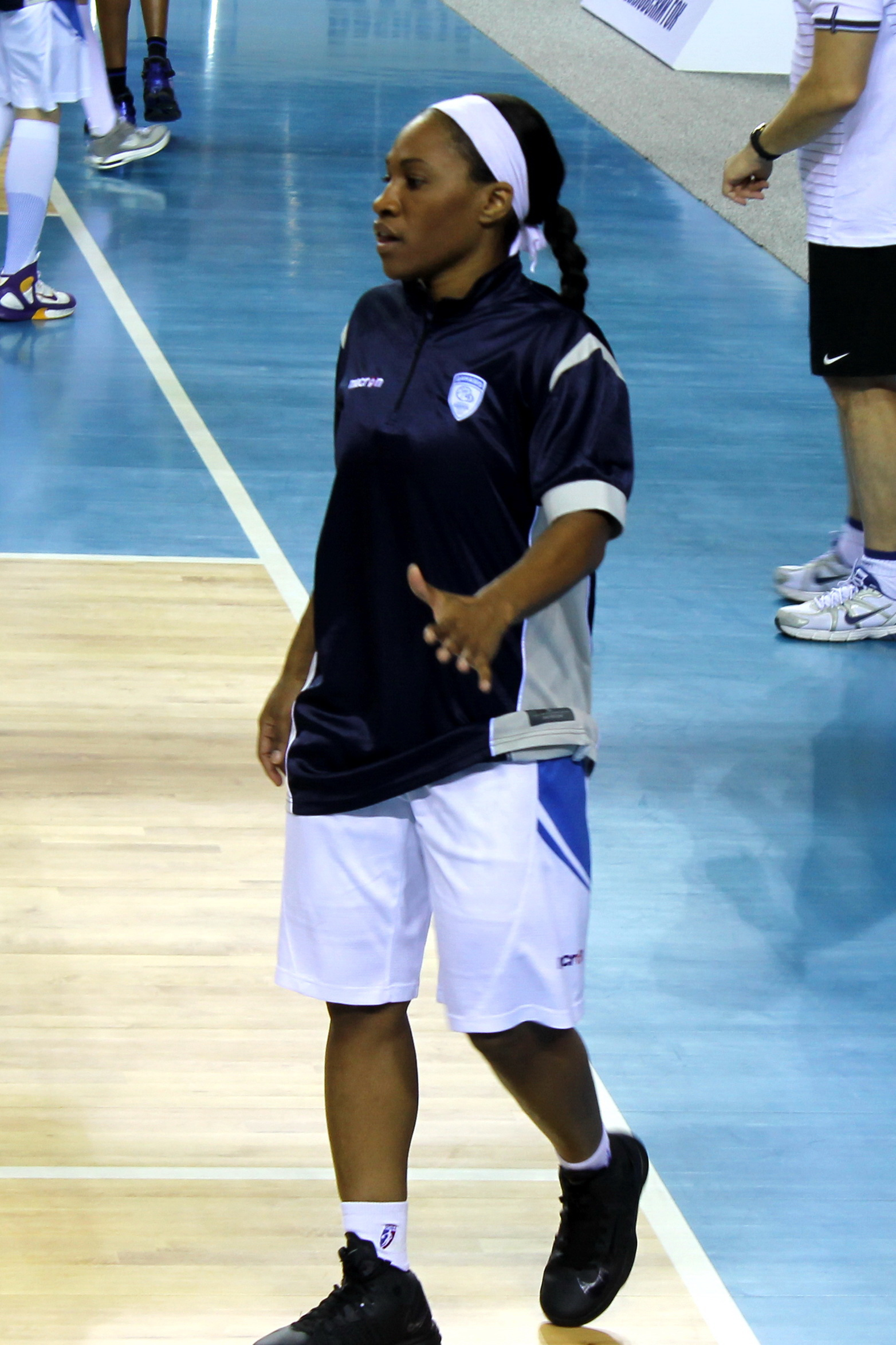
Temeka Johnson, dans le cinq des meilleures rookies de la saison.

| - Meilleure joueuse de la saison : - Meilleure joueuse des Finales : - Rookie de l'année : - Meilleure défenseure de la saison : - Meilleure progression : - Entraîneur de l'année : - Trophée Kim Perrot de la sportivité : | Sheryl Swoopes (Comets de Houston) Yolanda Griffith (Monarchs de Sacramento) Temeka Johnson (Mystics de Washington) Tamika Catchings (Fever de l'Indiana) Nicole Powell (Monarchs de Sacramento) John Whisenant (Monarchs de Sacramento) Taj McWilliams-Franklin (Sun du Connecticut) |

| - All-WNBA First Team : F Sheryl Swoopes (Comets de Houston) C Yolanda Griffith (Monarchs de Sacramento) G Deanna Nolan (Shock de Détroit) C Lauren Jackson (Storm de Seattle) G Sue Bird (Storm de Seattle) | - All-WNBA Second Team : F Tamika Catchings (Fever de l'Indiana) C Lisa Leslie (Sparks de Los Angeles) C Taj McWilliams-Franklin (Sun du Connecticut) G Becky Hammon (Liberty de New York) G Diana Taurasi (Mercury de Phoenix) |

| - WNBA All-Defensive First Team : F Tamika Catchings (Fever de l'Indiana) F Sheryl Swoopes (Comets de Houston) C Yolanda Griffith (Monarchs de Sacramento) F Tully Bevilaqua (Fever de l'Indiana) F Katie Douglas (Sun du Connecticut) | - WNBA All-Defensive Second Team : C Lauren Jackson (Storm de Seattle) C Taj McWilliams-Franklin (Sun du Connecticut) C Lisa Leslie (Sparks de Los Angeles) G Alana Beard (Mystics de Washington) G Deanna Nolan (Shock de Détroit) |

| - WNBA All-Rookie First Team : Chelsea Newton (Monarchs de Sacramento) Kara Braxton (Shock de Détroit) Katie Feenstra (Silver Stars de San Antonio) Tan White (Fever de l'Indiana) Temeka Johnson (Mystics de Washington) |